# 培·萨纳尼空
培·萨纳尼空（1903年9月6日—1983年12月4日），曾两次出任老挝政府总理，多次担任老挝外交部部长。1975年流亡法国。1983年在巴黎病逝。